# Adje Bouman Top Tien
De Adje Bouman Top Tien, kortweg ABTT, was een persoonlijke hitlijst van geluidstechnicus en diskjockey Ad Bouman op Radio Veronica, later bij de VOO en tegenwoordig op diverse (online) radiostations.

## Samenstelling
Bouman is verzot op geluidjes, radiohits, gouwe ouwen, albumtracks, hele elpees, cassettebandjes en dat alles belandt in een volstrekt willekeurige volgorde en op een toevallig moment in de lijst.
Het auteursrecht van de lijstjes is tegenwoordig ondergebracht bij de Stichting Norderney, de naar het zendschip van Radio Veronica genoemde stichting die het erfgoed van de zeezender en webradio Veronica 192 beheert.

## Radiogeschiedenis
De ABTT is ontstaan in februari 1967, als Bouman zijn favoriete platen mag laten draaien in een programma van Jan van Veen.
De week erna is het al een zelfstandig programma-onderdeel in Muziek bij de lunch op woensdag, een huisvrouwenprogramma, waar het qua format absoluut niet in past. Het verhuist daarom al snel naar het woensdagavondprogramma Joost mag het weten van Joost den Draaijer. Wanneer deze eind 1968 vertrekt valt de lijst stil, totdat Lex Harding hem in april 1970 opneemt in zijn programma Lexjo.
De lijst had destijds een eigen fanclub, de ABTT-fanclub. Sieb Kroeske was daarvan de fanatiekste aanhanger. Ook was er een Anti-ABTT-fanclub, van mensen die de chaos niet konden waarderen.
Na het verdwijnen van Radio Veronica op 31 augustus 1974 stopte de ABTT noodzakelijkerwijs, maar kwam in 1977 terug in de VOO-programmering op Hilversum 3 en werd tevens afgedrukt in de Hitkrant en in het gedrukte exemplaar van de Nederlandse Top 40 als Levi's Top 10. Op de radio presenteerde Bart van Leeuwen de lijst.
Het programma reist met Bouman en Veronica mee, van omroep naar commerciële radio en vice versa. In 2000 loopt het daarmee af, als Robert Jensen besluit dat het niet meer in het format past.
Daarop richt Bouman in Het Gooi Okay FM op met Michael Bakker, dat in 2001 evolueert tot Radio 192, waarop de ABTT weer te horen is. Als Radio 192 in 2003 uit de ether en van de kabel verdwijnt, richt hij met Erwin Kettmann en Hans Klaassen internetradiostation Laserradio op, waar de ABTT sindsdien te horen is.
Ook KX Radio heeft de ABTT geprogrammeerd, opmerkelijk genoeg na het programma Marcel Bouman Top Tien (MBTT), een gelijksoortige hitlijst en muziekshow van Ads zoon Marcel Bouman.
De diverse muziek uit de lijst is nonstop te horen via de internetstream van abtt.nl en rechtstreeks via webradio Veronica 192.

## Voetnoten
1. ↑  Achtereenvolgens op de radio als:
* Veronica Nieuwsradio (1995-1996)
* Hitradio Veronica (1995-1997)
* Veronica FM (1998-2001)
* Radio Veronica op de kabel (2002-2003)
* Radio Veronica (in Engelse handen) (2003 - )
en op de televisie als:
* Veronica TV in handen van HMG (1995 - 2001)
* Veronica via MTV (2002 - 2003)
*Veronica TV in handen van SBS (2003 - )
2. ↑  Laserradio. Gearchiveerd op 11 februari 2021.
3. ↑  "Het bedrijf" Ad Bouman. Gearchiveerd op 22 april 2021.
4. ↑  Veronica 192. Gearchiveerd op 2 november 2021.